# Saint-Eugène, Québec
Saint-Eugène är en kommun i provinsen Québec i Kanada. Den ligger i regionen Centre-du-Québec, i den sydöstra delen av landet, 240 km öster om huvudstaden Ottawa.